# Erik Johansson
|  | No s'ha de confondre amb Erik Johansson (futbolista). |

Erik Johansson (Götene, abril de 1985) és un artista suec establert a Berlín que crea imatge surrealistes recombinant fotografies i altres materials. Captura idees combinant imatges en noves maneres per crear el que sembla una fotografia real, tot i que amb inconsistències lògiques que confereixen un efecte surrealista. Algunes de les imatges acabades són la combinació de "centenars de fotografies originals" així com matèria primera, i Johansson es passa dotzenes d'hores usant software de manipulació d'imatge com l'Adobe Photoshop per alterar la imatge digitalment i il·lustrar la seva idea. El reporter Robert Krulwich va escriure que Johansson crea una "fantasia meticulosa" que és "en part fotografia, en part construcció, en part dibuix" amb "tantes capes de follia en les seves imatges, que no pots separar-ne la il·lusió, es conjuga tan perfectament."